# Брест (Німеччина)
Брест (нім. Brest) — громада в Німеччині, розташована в землі Нижня Саксонія. Входить до складу району Штаде. Складова частина об'єднання громад Гарзефельд.
Площа — 24,57 км2. Населення становить 785 ос. (станом на 31 грудня 2021).

## Галерея

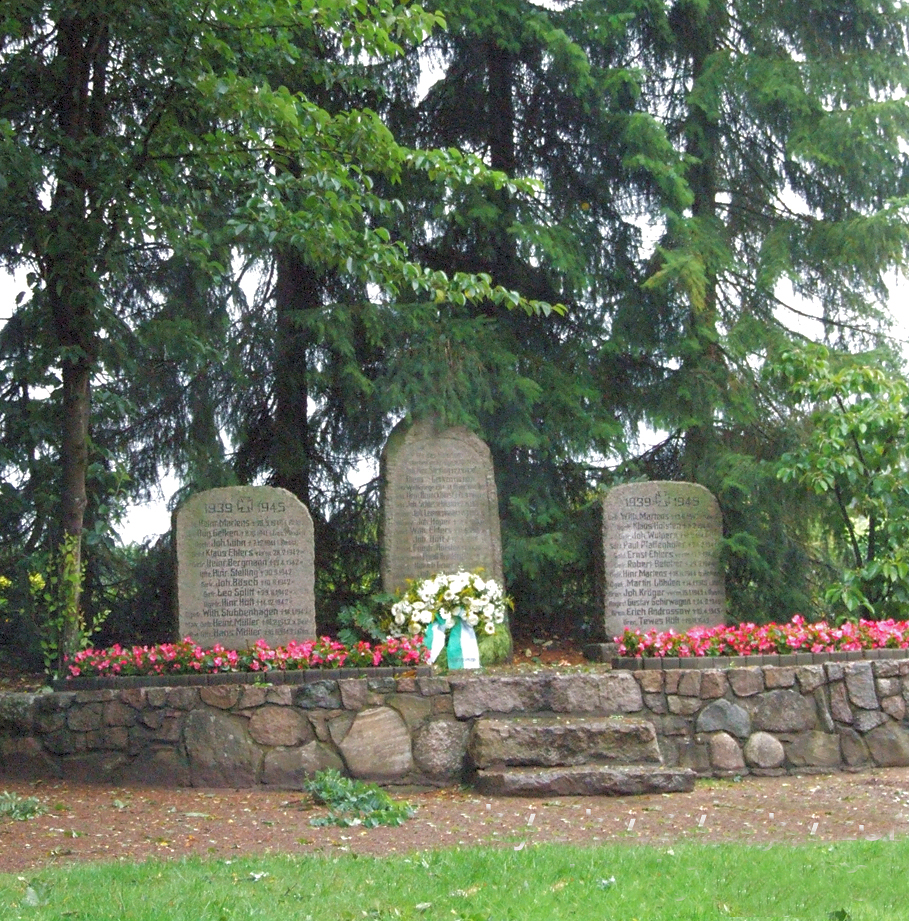